# HD107838
HD107838 — подвійна зоря. 
Ця подвійна система має видиму зоряну величину в смузі V приблизно 8,2.
Вона розташована на відстані близько 438,4 світлових років від Сонця.

## Подвійна зоря
Головна зоря цієї системи належить до хімічно пекулярних зір й має спектральний клас A4.
Інша компонента має  спектральний клас A7.